# Willi Domgraf-Fassbaender
Willi Domgraf-Fassbaender (ur. 19 lutego 1897 w Akwizgranie, zm. 13 lutego 1978 w Norymberdze) – niemiecki śpiewak operowy, baryton.

## Życiorys
Studiował w Akwizgranie, Berlinie i Mediolanie, jako śpiewak zadebiutował w 1922 roku w Akwizgranie w roli Hrabiego Almavivy w Weselu Figara. W kolejnych latach występował w Düsseldorfie i Stuttgarcie. W 1930 roku otrzymał angaż do zespołu berlińskiej Staatsoper, gdzie występował aż do przejścia na emeryturę w 1946 roku. W 1934 roku wystąpił na inauguracji pierwszego festiwalu operowego w Glyndebourne, wykonując rolę Figara w Weselu Figara. Na kolejnych edycjach festiwalu w 1935 i 1937 roku wcielił się w role Papagena w Czarodziejskim flecie i Guglielma w Così fan tutte. Grywał także jako aktor w filmach muzycznych. Od 1953 do 1962 roku pełnił funkcję dyrektora opery w Norymberdze.
Był żonaty z aktorką Sabine Peters. Jego córką jest śpiewaczka operowa Brigitte Fassbaender.